# Janine Ast
Janine Ast (* 1. Januar 1974, geboren als Janine Gräfe, heute Janine Schulz) ist eine ehemalige deutsche Volleyballspielerin.

## Karriere
Janine Ast spielte seit 1992 Volleyball beim Bundesligisten CJD Berlin und gewann hier zweimal die deutsche Meisterschaft (1993 und 1994), dreimal den DVV-Pokal (1993, 1994 und 1995) sowie 1993 den Europapokal der Pokalsieger. 1998 wechselte die Universalspielerin zum Ligakonkurrenten Dresdner SC, mit dem sie 1999 das „Double“ aus Meisterschaft und Pokal und 2002 erneut den Pokal gewann. 2003 beendete sie ihre Bundesligakarriere. Janine Ast spielte auch mehrfach in der deutschen Nationalmannschaft.
Von 1995 bis 2003 spielte Janine Ast an der Seite von Peggy Küttner auch Beachvolleyball. Größte Erfolge waren hier zwei Turniersiege in Essen 2000 und 2002.